# Борисенко, Владислав Игоревич
Владислав Игоревич Борисенко (бел. Уладзіслаў Ігаравіч Барысенка; род. 5 марта 1997, Калинковичи, Гомельская область) — белорусский футболист, защитник клуба «Вертикаль».

## Клубная карьера
После переезда в юном возрасте из Калинковичей в Минск начал заниматься футболом в школе «Смена», но позже перешел в «Динамо».  В составе «динамовцев» дошёл до основной команды в 2016, был в заявке в выездном матче с Фк Динамо Брест .
В августе 2016 года стал игроком мозырьской «Славии». 26 сентября 2016 года дебютировал в Высшей лиге в матче против «Белшины» (0:2), отыграв все 90 минут на позиции правого защитника. В июле 2017 года на правах аренды перешёл в «Нафтан». В новополоцкой команде и завершил сезон 2017 года.
В начале 2018 года был на просмотрах в «Смолевичах» и «Минске», но из-за травмы в марте присоединился к «Лиде». В августе 2018 года покинул «Лиду». В сентябре присоединился к «Чисти».
После очередной травмы в начале 2019 года проходил просмотр в бобруйской «Белшине», но в итоге сезон начал в составе клуба «Слоним-2017». В июле после первого круга покинул слонимскую команду.
В апреле 2020 года перешел в микашевичский «Гранит», где играл до конца сезона 2020. Сезон 2021 года начинал сезон с брестским «Динамо», из-за рецидива так и не подписал контракт. После очередного восстановления летом 2021 года начал выступать во Второй лиге за калинковичскую «Вертикаль».

## Карьера за сборную
26 марта 2017 года сыграл дебютировал  за молодёжную сборную Беларуси, выйдя в стартовом составе в игре против сборной Латвии
Вызывался в юношеские сборные Беларуси разных возрастов. В 2017 году был в расширенном составе национальной сборной при подготовке к турниру в Таиланде.

## Статистика
| Сезон    | Дивизион | Клуб                | Страна        | Матчи | Голы |
| -------- | -------- | ------------------- | ------------- | ----- | ---- |
| 2015     | дубль    | Динамо (Минск)      | Флаг Беларуси | 14    | 0    |
| 2016 (1) | дубль    | Динамо (Минск)      | Флаг Беларуси | 9     | 0    |
| 2016 (2) | Д1       | Славия-Мозырь       | Флаг Беларуси | 8     | 0    |
| 2017 (1) | Д1       | Славия-Мозырь       | Флаг Беларуси | 8     | 0    |
| 2017 (2) | Д1       | Нафтан              | Флаг Беларуси | 3     | 0    |
| 2018 (1) | Д2       | Лида                | Флаг Беларуси | 7     | 0    |
| 2018 (2) | Д2       | Чисть               | Флаг Беларуси | 4     | 0    |
| 2019 (1) | Д2       | Слоним-2017         | Флаг Беларуси | 11    | 0    |
| 2020     | Д2       | Гранит (Микашевичи) | Флаг Беларуси | 15    | 1    |